# Derambila liosceles
Derambila liosceles är en fjärilsart som beskrevs av Turner 1930. Derambila liosceles ingår i släktet Derambila och familjen mätare. Inga underarter finns listade i Catalogue of Life.